# Micropus dasycarpa
Micropus dasycarpa là một loài thực vật có hoa trong họ Cúc. Loài này được (Griseb.) P.Beauv. mô tả khoa học đầu tiên.